# 34132 Theoguerin
34132 Theoguerin è un asteroide della fascia principale. Scoperto nel 2000, presenta un'orbita caratterizzata da un semiasse maggiore pari a 2,2410779 au e da un'eccentricità di 0,1647911, inclinata di 2,99802° rispetto all'eclittica.